# Hubert Stanley Wall
Hubert Stanley Wall (* 2. Dezember 1902 in Rockwell City; † 12. Dezember 1971 in Austin) war ein amerikanischer Mathematiker und Hochschullehrer, der hauptsächlich auf dem Gebiet der Kettenbrüche arbeitete.

## Leben
Hubert Wall wurde als erstes von drei Kindern von Samuel Hubert Wall (1875–1954) und seiner Ehefrau Gratia A. Wall (1879–1939), geb. Wright, im amerikanischen Bundesstaat Iowa geboren. Sein Bruder Louis (1905–1905) starb im Alter von nur drei Wochen. Sein jüngster Bruder Harold (1906–1989) hatte ein langes Leben.
Hubert begann seine Ausbildung in seiner Heimatstadt Rockwell City und besuchte dort die High School, wo er im Juni 1920 seinen Abschluss errang und noch im selben Jahr ein Studium am Cornell College in Mount Vernon (Iowa) begann. Ihn interessierten Fremdsprachen, Physik, Chemie und Mathematik. Angeregt durch seinen Mathematikdozenten, Elmer Earl Moots (1882–1970) fokussierte er sich auf die Mathematik und schloss ein Studium an der University of Wisconsin–Madison an. Dort promovierte er im Jahr 1927 zum Ph.D. (Doctor of Philosophy) mit seiner Dissertation On the Pade Approximants Associated with the Continued Fraction and Series of Stieltjes.
Danach ging er für einige Monate nach Göttingen zu David Hilbert (1862–1943), bevor er im Herbst 1927 in die USA zurückkehrte. Er arbeitete nun an der Northwestern University in Chicago und veröffentlichte in den folgenden Jahren eine Vielzahl von Fachaufsätzen, hauptsächlich zum Thema Kettenbrüche. Im Februar 1939 war er maßgeblich daran beteiligt, dem deutschen Mathematiker Ernst Hellinger (1883–1950), der wegen seiner jüdischen Abstammung im KZ Dachau interniert war, die Immigration in die Vereinigten Staaten zu ermöglichen, was diesem zweifellos das Leben rettete. Wall konnte Hellinger eine vorübergehende Anstellung an der Northwestern University vermitteln. Sie arbeiteten anschließend zusammen und veröffentlichten gemeinsam. 
1944 verließ er die Northwestern University und verbrachte zwei Jahre am Illinois Institute of Technology, bevor er 1946 an die University of Texas at Austin wechselte, wo er bis zu seiner Emeritierung im Jahr 1970 blieb. Während seiner Laufbahn betreute er 65 Doktoranden. Sein erster war Howard Campaigne (1910–1988), der während des Zweiten Weltkriegs als Kryptoanalytiker wesentlich zum Bruch gegnerischer Funksprüche beitrug.
Hubert Stanley Wall war mit Mary Kate Parker verheiratet, einer texanischen Staatsanwältin. Er starb im Alter von 69 Jahren in seiner Wahlheimat Texas.

## Schriften (Auswahl)
- Analytic Theory of Continued Fractions. American Mathematical Society 1948, ISBN 978-0-8218-2106-0.
- Creative Mathematics. University of Texas Press 1969, ISBN 0-292-71039-9.